# Каллея, Курт
Курт Каллея (мальт. Kurt Calleja, род. 5 мая 1989) — мальтийский певец, представитель Мальты на конкурсе песни Евровидение 2012.

## Биография
4 февраля Каллея выиграл национальный отборочный этап Евровидения с песней «This is the night», что позволило ему принять участие в конкурсе в Баку. Заняв 7 место во втором полуфинале, он прошёл в финал, где 26 мая 2012 занял 21 место (41 балл).
Ранее он уже принимал участие на отборочных конкурсах 2010 (с песней «Waterfall») и 2011 (с песней «Over and Over»), однако тогда его результаты были несколько ниже.

## Синглы
- Waterfall (2010)
- Over and Over (2011)
- This is The Night (2012)
- Boomerang (2012)